# Point coulé

Principe du point coulé et sa réalisation au crochet rotatif d'une machine à coudre.

Le point coulé, point noué ou couture anglaise est le premier point de couture qui a été mécanisé par les machines à coudre.

## Structure

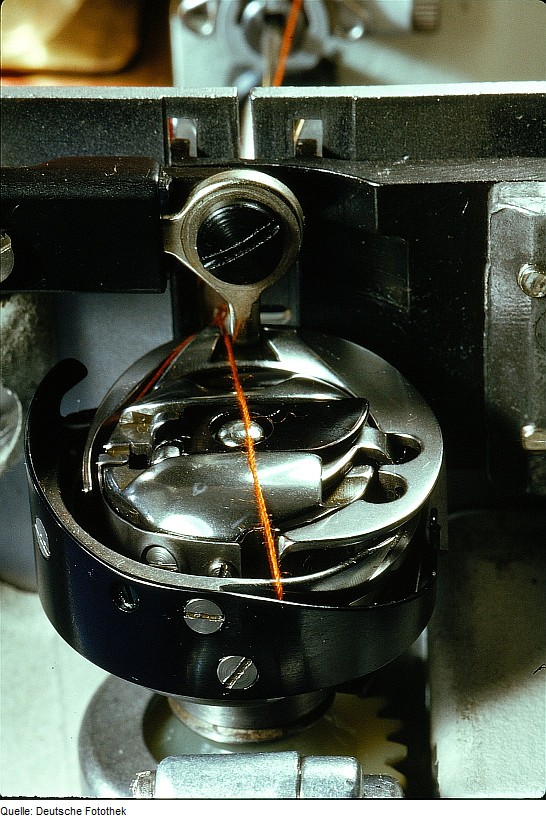
Croisement des deux fils sous le plateau.

Le point coulé utilise deux fils, l'un de dessus, l'autre de dessous, passant par le même trou et se croisant. Dans une machine à coudre, le fil de dessus se dévide d'une navette, est maintenu tendu par un levier de tension, et enfilé dans le chas de l'aiguille ; le fil de dessous, lui, est se dévide d'une canette dans le châssis de la machine, sous le tissu et la plaque de serrage.
À chaque piqûre du tissu, la machine abaisse l'aiguille jusqu'à atteindre la canette horizontale, où un crochet rotatif attrape le fil supérieur très près du chas. Le crochet entraîne ce fil et l'enroule autour du carter de la navette pour qu'il fasse un tour complet. L'extrémité de ce fil est ensuite ramenée vers le haut et le tissu, pour terminer le point. Ensuite les griffes entraînent le tissu pas à pas d'une longueur de piqûre, et le fil de dessous est tiré avec le fil de dessus, les deux fils se croisant dans cette mise en tension.
Idéalement (c'est-à-dire pour rendre la couture la moins visible possible), il faut que les deux fils se croisent exactement à la traversée du tissu. Les mécanisme doit donc être réglé pour que la mise en tension des deux fils réalise ce bon positionnement du chevauchement des deux brins.

Ancien mécanisme (sans crochet tournant) pour réaliser le croisement des deux fils

Avant l'invention du crochet tournant, la bobine horizontale des machine était logée dans une mini-navette, qui passait à travers la boucle formée par les deux fils au moment où l'aiguille piquait le tissu, avant que la tension continue des deux fils ne referme cette boucle.

## Variantes

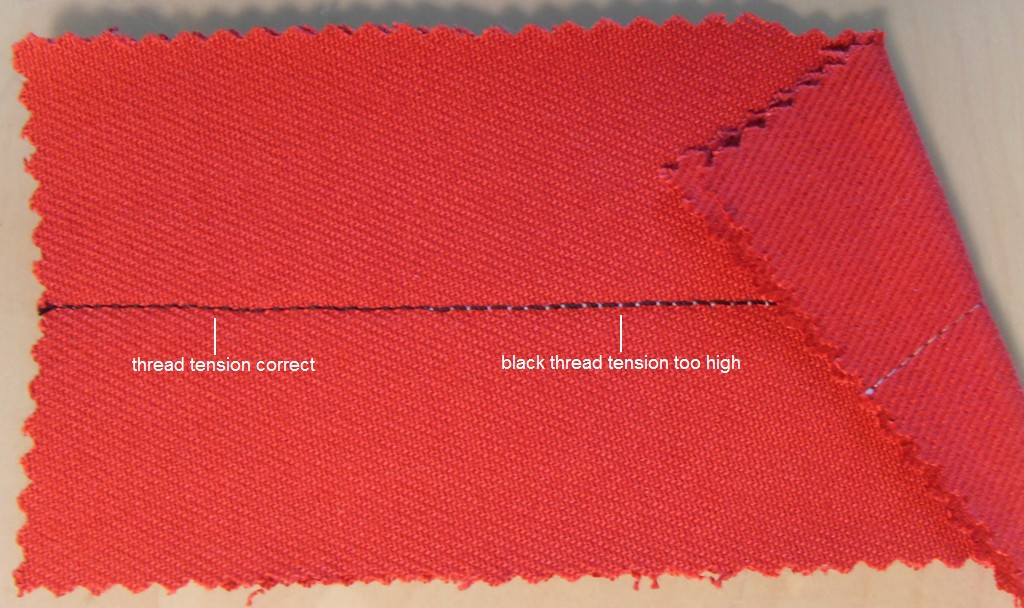
Tension correcte et inadaptée du fil.

L'orientation des fils (couture droite, rabattue, à point de chausson) est donnée par :
- un mouvement latéral éventuel de l'aiguille
- ou le rembobinage partiel des canettes à chaque point.

Sur les machines anciennes, le mouvement de l'aiguille et de la canette étaient réglés par des cames: un assortiment de cames permettait de réaliser différents motifs ; actuellement, les mouvements de l'aiguille sont préprogrammés, et l'utilisateur n'a qu'à actionner un levier de sélection donnant le type de couture à réaliser.

### point droit
Le point droit résulte d'un mouvement de va-et-vient strictement vertical de l'aiguille et de l'entraînement linéaire du tissu par les griffes de la machine à coudre. Les deux fils étant droits et colinéaires, la couture obtenue est indéformable.

### point en zigzag
Le point en zigzag permet d'obtenir une certaine élasticité de la couture, ce qui est utile avec les fibre souples. On réalise un point en zigzag en déportant alternativement l'aiguille de part et d'autre de la ligne d'entraînement des griffes. Depuis les années 1960, toutes les machines à coudre proposent cette option ; auparavant, l'utilisateur devait changer la plaque de pression par une plaque à coulisse qui permettait de déplacer latéralement le tissu.

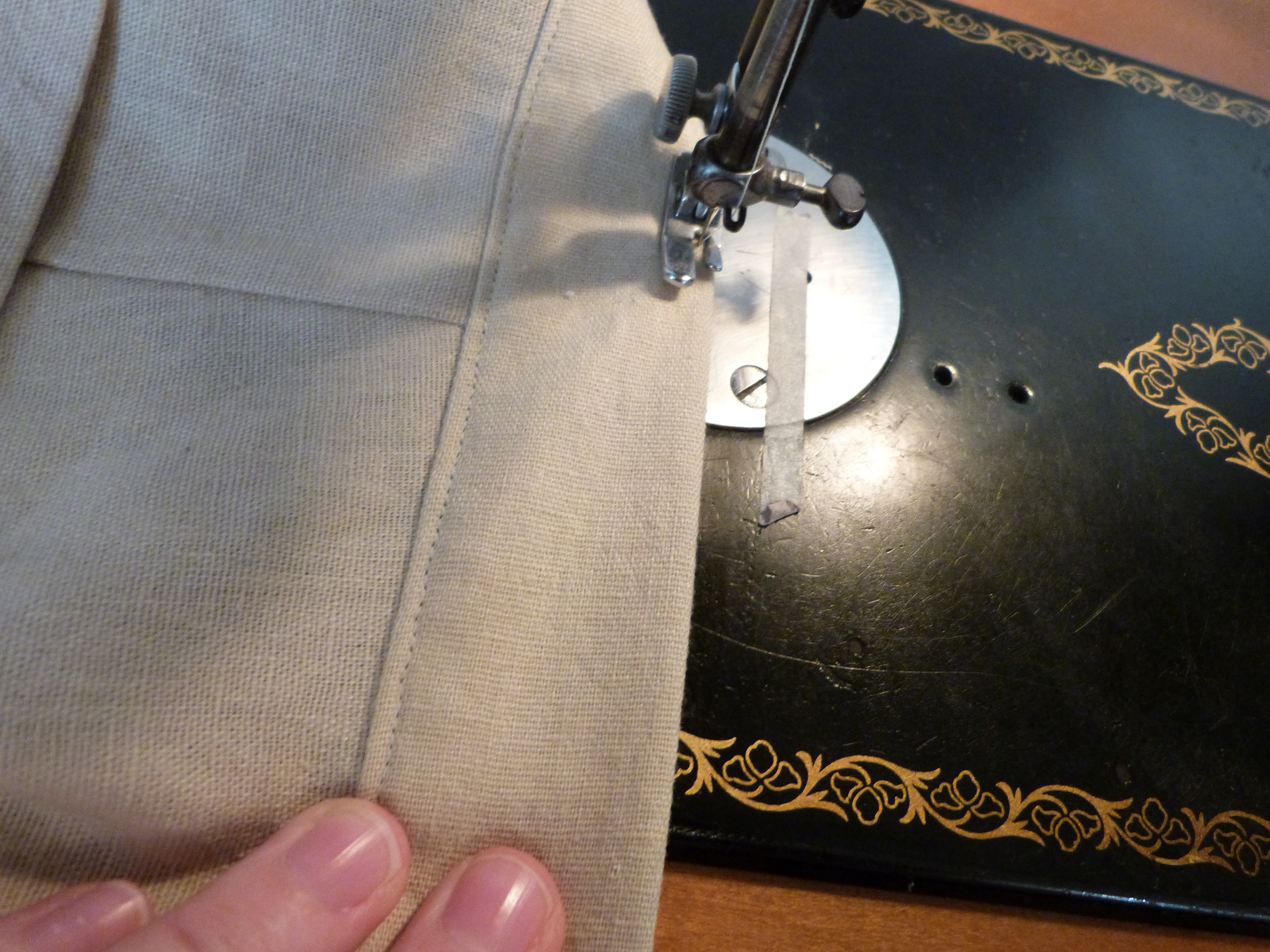
Point d'ourlet
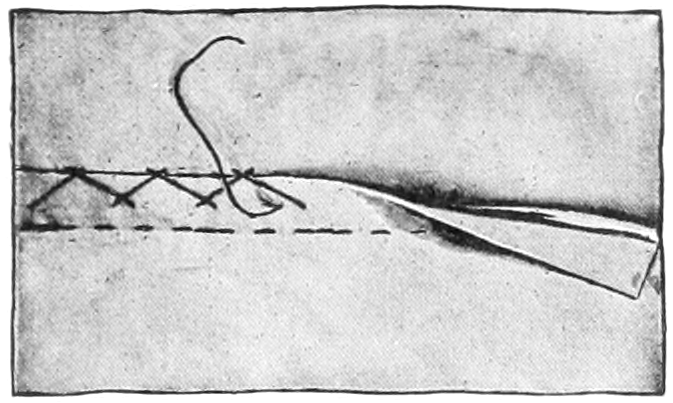
Point zigzag

### Point d'ourlet
C'est une variante du point en zigzag : l'aiguille ne revient sur le bord droit du tissu que toutes les quatre ou cinq piqûres du tissu. Le point d'ourlet sert à masquer les plis et raccords.

### Couture élastique
Pour réaliser une couture élastique et déformable, les griffes de la machine à coudre repoussent et abaissent le tissu alternativement. Ce mouvement intermittent est réalisé par un jeu de cames à double piste : dans le mouvement de rotation de la came, le bras repoussant l'aiguille latéralement s'appuie le long d'une piste , celui entraînant le tissu tantôt vers le haut, tantôt vers le bas, le long d'une autre piste

### Points d'ornement
À la main, ils sont généralement réalisés au crochet. Sur une machine à coudre, un asservissement sophistiqué de mouvement du tissu permet de réaliser les broderies les plus variées, sur plus d'un mètre de longueur dans chaque direction.

## Importance

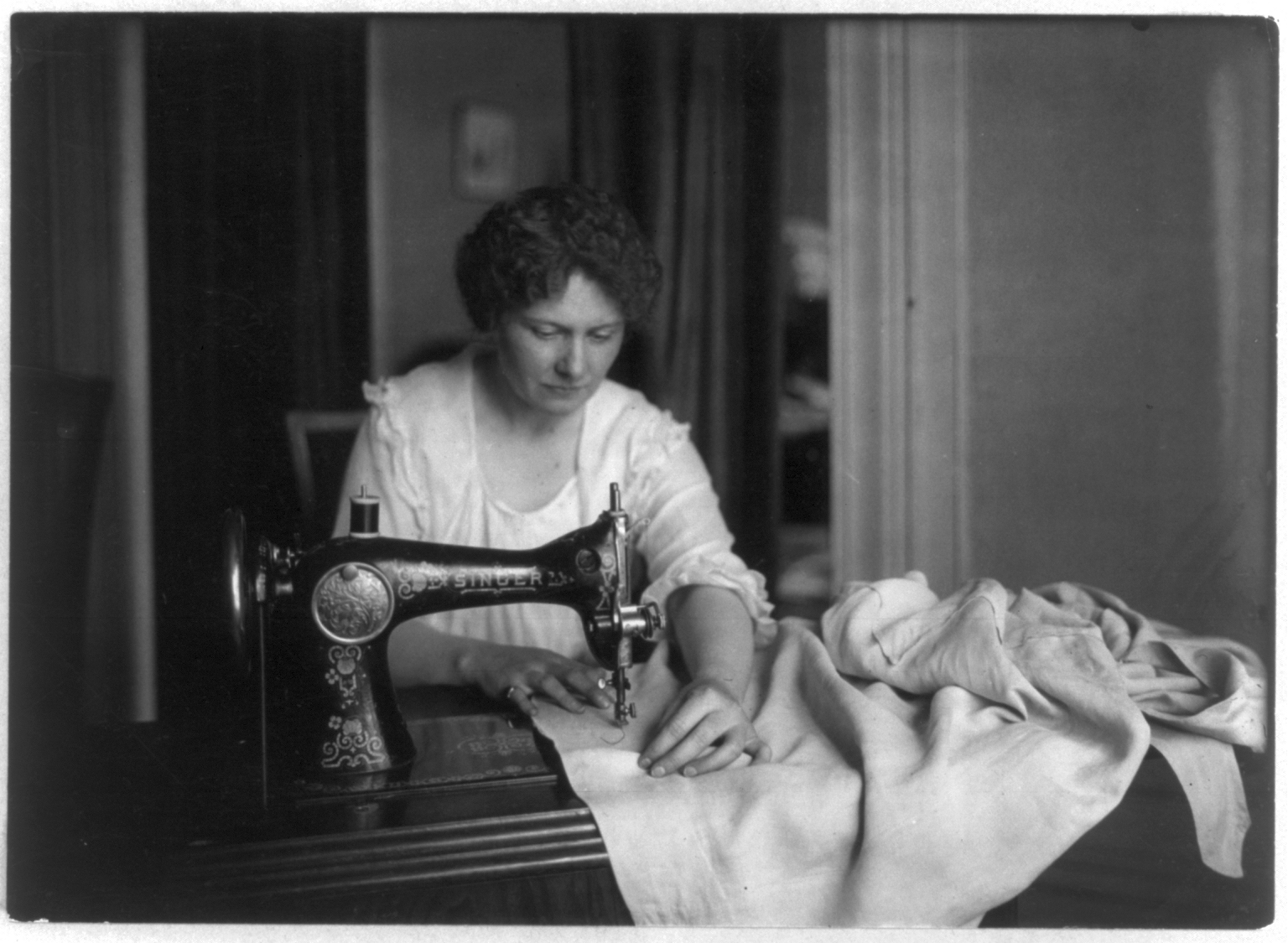
Emploi domestique d'une machine Singer.

### Reprises domestiques
La plupart des machines à coudre sont utilisées pour les reprises. Pour le reste, des surjeteuses sont commercialisées depuis les années 1980.

### Tissage industriel
Chez le tailleur, la plupart des machines à coudre sont des machines à repriser ; l'artisan peut s'équiper en plus d'une surjeteuse, d'une machine pour le point de chaînette, etc.